# Cidade de Vigo 2007
Il Cidade de Vigo 2007 è stato un torneo di tennis facente parte della categoria ATP Challenger Series nell'ambito dell'ATP Challenger Series 2007. Il torneo si è giocato a Vigo in Spagna dal 6 al 12 agosto 2007 su campi in terra rossa.

## Vincitori

### Singolare
Máximo González ha battuto in finale  Marc López con il punteggio di 6–2, 6–4

### Doppio
Leonardo Azzaro /  Lamine Ouahab hanno battuto in finale  Pablo Santos /  Igor Sijsling con il punteggio di 2–6, 6–4, [10–7]